# Macroselia completior
Macroselia completior är en tvåvingeart som beskrevs av Rudolf Beyer 1958. Macroselia completior ingår i släktet Macroselia och familjen puckelflugor.
Artens utbredningsområde är Myanmar. Inga underarter finns listade i Catalogue of Life.